# HAL (公開アーカイブ)

Old Logo

HAL （ハル/エイチ・エー・エル）は、あらゆる学問分野の学術文書を著者から寄託できるオープンアーカイブ。国際的なウェブリポジトリランキングでも、非常に高い位置を占めている。120を超える機関がポータルと呼ばれる独自の入り口を持っている。機関リポジトリとサブジェクトリポジトリをホストしている。
フランス国立科学研究センターの一部である、フランスのコンピューティング・センターであるCenter pour la communication scientifique directeによって運営されている。そのほか、フランス国立情報学自動制御研究所などの他のフランスの機関もこのシステムに参加している。主にフランスの学者を対象としているが、利用はそれに限定されない。HALのドキュメントは、作成者の1人が他の人の同意を得てアップロードするか、承認された人物が代理でアップロードする。2017年以降、簡単で半自動の入金ツールであるDissem.inも使用できるようになった。
研究者間の直接的な科学的コミュニケーションのためのツールの一つである。投稿されたテキストは、通常、研究者による査読付きの科学雑誌または会議議事録に掲載するために提出する可能性のある論文のテキストに匹敵する。寄託された文書が詳細な科学的評価を受けることはないが、上記で定義されたカテゴリ内に収まるようにするための簡単な概要解説が行われる。
アップロードされたドキュメントは、公開されている必要はなく、公開を意図している必要さえない。その科学的内容が正当である限り、投稿することができる。ただし、記事が公開される場合、寄稿者は関連する書誌情報とデジタルオブジェクト識別子を示すよう求められる。
その中に永続的に保存され、恒久的なアドレスで、寄託されたドキュメントの長期保存を保証することを目的としているため、従来の科学雑誌の出版物と同様に、他の研究で引用することができる。提供するこれらの文書へのアクセスは、研究成果の可能な限りの普及を促進することを目的としている。知的財産は著者のもののままである。
物理学、数学、その他の自然科学のトピックについては、はarXivとの自動寄託契約を結んでいる。生物医学のトピックについては、 PMCと同様の契約が結ばれている。
オープンアクセス・リポジトリの上では、Open Archives Initiative (OAI-PMH) および European OpenAIREプロジェクトに準拠している。